# Nienawidzę Warszawy!
Nienawidzę Warszawy! (zapis stylizowany: NIENAWIDZĘ WARSZAWY!) – czwarty singel polskiego rapera Chivasa z jego trzeciego albumu studyjnego, zatytułowanego Deathcore, powstały przy gościnnym udziale polskiego rapera Bedoesa. Singel został wydany 3 stycznia 2024.
Nagranie otrzymało w Polsce status złotego singla, przekraczając liczbę 25 tysięcy sprzedanych kopii.

## Geneza utworu i historia wydania
Utwór napisali i skomponowali Krystian Gierakowski, Borys Przybylski i Kislitsyn Alexandrovich, który również odpowiada za produkcję utworu. 
Singel ukazał się w formacie digital download 3 stycznia 2024 w Polsce za pośrednictwem wytwórni płytowej Gugu w dystrybucji e-Muzyka. Piosenka została umieszczona na trzecim albumie studyjnym Chivasa – Deathcore.

## Lista utworów
- Digital download[2]

1. „Nienawidzę Warszawy!” – 2:22

## Notowania

### Pozycje na listach sprzedaży
| Kraj   | Lista (2024)             | Najwyższa pozycja |
| ------ | ------------------------ | ----------------- |
| Polska | Billboard Poland Songs   | 14                |
| Polska | OLiS – single w streamie | 16                |

## Certyfikaty
| Kraj          | Certyfikat  | Sprzedaż |
| ------------- | ----------- | -------- |
| Polska (ZPAV) | złota płyta | 25 000+  |